# Copa del Rey 1910
Copa del Rey 1910 var två olika tävlingar som hölls samma år.
På grund av meningsskiljaktigheter mellan den regerande mästaren i turneringen, Club Ciclista de San Sebastián och några av klubbarna som var inbjudna, hölls 1910 två parallella tävlingar: en "officiell", anordnad av nyskapade Real Federación Española de Fútbol (i Madrid) och en "inofficiell", som anordnades av "Spanish Union Football Club" (i San Sebastián). Båda är för närvarande erkända som officiella av RFEF.

## Copa FEF
Tävlingen startade den 22 mars 1910 och avslutades den 24 mars 1910 med den sista gruppspelsmatchen, där FC Barcelona lyfte bucklan för första gången någonsin, efter 2 segrar över Español Madrid och Deportivo la Coruña.

### Gruppspel
|  | 22 mars 1910 | FC Barcelona | 5–0 | Deportivo | Madrid |  |
|  |              |              |     |           |        |  |
|  |              |              |     |           |        |  |
|  |              |              |     |           |        |  |

|  | 23 mars 1910 | Español de Madrid | 3–1 | Deportivo | Madrid |  |
|  |              |                   |     |           |        |  |
|  |              |                   |     |           |        |  |
|  |              |                   |     |           |        |  |

|  | 24 mars 1910 | Español de Madrid | 2–3 | FC Barcelona                           | Madrid         |                |
|  |              | Buylla 5′, 12′    |     | 58′ Wallace 70′ Comamala 89′ Rodríguez | Domare: Lemmel | Domare: Lemmel |
|  |              |                   |     |                                        | Domare: Lemmel | Domare: Lemmel |
|  |              |                   |     |                                        | Domare: Lemmel | Domare: Lemmel |

| Lag            | SM | V | O | F | GM | IM | P |
| -------------- | -- | - | - | - | -- | -- | - |
| FC Barcelona   | 2  | 2 | 0 | 0 | 8  | 2  | 4 |
| Español Madrid | 2  | 1 | 0 | 1 | 5  | 4  | 2 |
| Deportivo      | 2  | 0 | 0 | 2 | 1  | 8  | 0 |

| Vinnare av Copa del Rey 1910 |
| ---------------------------- |
| FC Barcelona 1:a titeln      |

## Copa UECF
Tävlingen startade den 19 mars 1910 och avslutades den 21 mars 1910 med den sista gruppspelsmatchen. Athletic Bilbao vann turneringen för tredje gången.

### Gruppspel
|  | 19 mars 1910 | Athletic Bilbao | 2–1 | Madrid FC | Ondarreta Stadium, San Sebastián |  |
|  |              |                 |     |           |                                  |  |
|  |              |                 |     |           |                                  |  |
|  |              |                 |     |           |                                  |  |

|  | 20 mars 1910 | Athletic Bilbao | 1–0 | Vasconia | Ondarreta Stadium, San Sebastián |               |
|  |              | Iza 56′         |     |          | Domare: Lavat                    | Domare: Lavat |
|  |              |                 |     |          | Domare: Lavat                    | Domare: Lavat |
|  |              |                 |     |          | Domare: Lavat                    | Domare: Lavat |

|  | 21 mars 1910 | Vasconia | 2–0 | Madrid FC | Ondarreta Stadium, San Sebastián |  |
|  |              |          |     |           |                                  |  |
|  |              |          |     |           |                                  |  |
|  |              |          |     |           |                                  |  |

| Lag             | SM | V | O | F | GM | IM | P |
| --------------- | -- | - | - | - | -- | -- | - |
| Athletic Bilbao | 2  | 2 | 0 | 0 | 3  | 1  | 4 |
| Vasconia        | 2  | 1 | 0 | 1 | 2  | 1  | 2 |
| Madrid FC       | 2  | 0 | 0 | 2 | 1  | 4  | 0 |

| Vinnare av Copa del Rey 1910 |
| ---------------------------- |
| Athletic Bilbao 3:e titeln   |